# کودک کار در لسوتو
کودکان کار در کشور لسوتو یکی از مسائل اجتماعی قابل توجه است. بر پایهٔ بررسی نیروی کار لسوتو در سال ۱۹۹۷، حدود ۴٫۶٪ از پسرانی که به‌صورت تمام‌وقت مشغول به کار بودند، ۱۴٫۱٪ از پسران شاغل پاره‌وقت و ۱٫۳٪ از پسران جویای کار، در گروه سنی ۱۰ تا ۱۵ سال قرار داشتند. بسیاری از این کودکان در فعالیت‌هایی مانند چوپانی مشارکت داشته‌اند. کودکانی که به‌صورت پاره‌وقت فعالیت می‌کردند، الزاماً درآمدی دریافت نمی‌کردند و ممکن بود در کشاورزی معیشتی خانوادگی نقش داشته باشند.

## انواع فعالیت ها
- طبق گزارش وزارت کار ایالات متحده آمریکا، پسران بیشتر در مشاغل دارای دستمزد، به‌ویژه چوپانی، اشتغال دارند. در مقابل، دخترانی که درآمدی دارند، عمدتاً در کارهای خانگی فعالیت می‌کنند.[۲] همچنین احتمال می‌رود کودکان، اعم از پسر و دختر، در کارهای فصلی کشاورزی در کشور همسایه، آفریقای جنوبی نیز مشارکت داشته باشند؛ گرچه اطلاعات آماری دقیقی در این زمینه در دست نیست.

## سیاست‌ها و برنامه‌های دولتی
- دولت لسوتو با همکاری سازمان بین‌المللی کار (ILO) و از طریق برنامهٔ «به‌سوی حذف بدترین اشکال کار کودک»، در حال تدوین برنامهٔ اقدام برای حذف کار کودک (APEC) است.[۳] نظارت بر تدوین و اجرای این برنامه به‌عهدهٔ کمیتهٔ مشورتی برنامهٔ کار کودک (PACC) است. این کمیته شامل نمایندگانی از نهادهای دولتی، اتحادیه‌های کارگری، بخش خصوصی و جامعهٔ مدنی می‌باشد

## تعهدات بین‌المللی
- لسوتو در سال ۲۰۰۱ دو مقاوله‌نامهٔ مهم سازمان بین‌المللی کار را تصویب کرد:  مقاوله‌نامهٔ حداقل سن اشتغال (شمارهٔ ۱۳۸)[۴]  مقاوله‌نامهٔ مربوط به بدترین اشکال کار کودک (شمارهٔ ۱۸۲)[۵]  افزون بر این، لسوتو کنوانسیون حقوق کودک سازمان ملل متحد را در سال ۱۹۹۲ و منشور آفریقایی حقوق و رفاه کودک را در سال ۱۹۹۰ تصویب کرده‌است.[۶][۷]

## چارچوب قانونی داخلی
- قانون اصلی تنظیم‌کنندهٔ مسائل مرتبط با اشتغال در لسوتو، قانون کار لسوتو است. طبق این قانون: «کودک» به فردی زیر ۱۵ سال«نوجوان» به فردی بالای ۱۵ و زیر ۱۸ سال اطلاق می‌شود.